# Batalla de Jiangling
La batalla de Jiangling (江陵之战) va ser una part integral de la campanya dels Penya-segats Rojos durant el final de la Dinastia Han Oriental de la història xinesa, lluitada immediatament després de la Batalla de Yiling, després de la topada per terra de Wulin (乌林, ubicat dins del que avui dia és Honghu. Wulin s'ha de traduir com el Bosc Fosc, i la batalla del Bosc Fosc és un subproducte de la batalla dels Penya-segats Rojos, pel que no són la mateixa cosa.), i la batalla naval dels Penya-segats Rojos on la marina de guerra de Cao Cao va ser derrotada. Mentre que els combats al voltant de la ciutat de Jiangling van ser intensos, no hi va haver moltes ferotges batalles pel sud de Jingzhou.

## Preludi
Després de la gran victòria a la batalla dels Penya-segats Rojos, els aliats de seguida van dur a terme el següent pas de la seva estratègia d'intentar arrabassar-li el control de la Prefectura de Nan a Cao Cao perseguint a l'enemic en retirada cap a Jiangling (江陵, situada en el modern Jingjiang 荆江, no confondre amb el modern Jiangling).

## Ordre de la batalla
Força de Cao Cao
- El General Subjugant el Sud (征南将军) Cao Ren estacionat a Jiangling (江陵, situat en l'actual Jingjiang 荆江, no confondre amb el modern Jiangling)
  - Ministre d'Alt Rang (长史) Chen Jiao (陈矫)
  - General Hengye (横野将军) Xu Huang
  - General Niu Jin (牛金)
- Governador de Xiangyang (襄阳太守) Yue Jin (樂進)
- Governador de Runan (汝南太守) Li Tong (李通)
- Governador de Jiangxia Wen Pin (文聘)
- General que Demostra Coratge (奮威將軍) Man Chong (滿寵)

Força de Sun Quan
- El General en el Centre Protegint l'Exèrcit (中护军将军) Zhou Yu va ser nomenat comandant en cap de la força aliada
  - Comandant de la Dreta (右都督) Cheng Pu
  - General de la Casa Imperial (中郎将) Han Dang
  - General Hengye de la Casa Imperial (横野中郎将) Lü Meng
  - Protector - Supervisor Heretant Ferocitat (承烈都尉) Ling Tong
  - Sergent Major Yichun (宜春长) Zhou Tai
  - Cap de Dangkou (当口令) Gan Ning

Força de Liu Bei
- El General en l'Esquerra (左将军) Liu Bei era l'avantguarda de la força aliada de terra
  - El Major (偏将军) Guan Yu era el comandant en cap de l'exèrcit de Liu Bei
  - General de la Guarnició Imperial (中郎将) Zhang Fei
  - Sergent Major Linju (临沮长) Xiang Lang

## Batalla
Zhou Yu estava preocupat per les forces de Cao Cao, que sumaven un total de 100.000 homes dispersats per llocs estratègics, així que va demanar a Liu Bei que enviés el seu ajudant de camp, Guan Yu, per bloquejar les línies de subministrament de Cao Ren mitjançant la infiltració. Zhou Yu volia tenir a Guan Yu atacant la rereguarda de l'enemic mentre ells travessaven el fort de Jiangling, per tal d'aïllar Jiangling amb un atac coordinat.
Guan Yu i Su Fei van dirigir una força especial composta de l'armada i infanteria d'elit, per remuntar el Riu Han, i atacà la ciutat de Xiangyang, defensada per Yue Jin, però Guan Yu va ser derrotat clarament per Yue fora de les muralles de la ciutat. A Xiukou, la flota de Guan Yu es va topar amb Yue Jin i Wen Pin, i Guan va ser aturat pels seus rivals. Wen Pin va rastrejar Guan fins al Gual Han, on ell va destruir l'avituallament d'aliments de Guan Yu.
Guan Yu intentà recuperar-se a la ciutat de Jing però fou perseguit i Guan Yu es va veure obligat a lluitar en una batalla naval amb Wen Pin, que va resultar en un desastre total.

## Conseqüències
Incapaç d'incomunicar Jiangling amb les seves ciutats de suport (excepte amb Yizhou) la campanya va esdevenir una guerra de desgast, que va causar enormes baixes en el bàndol de Cao Cao. Després d'un any o així, Cao Cao ja no es podia permetre la pèrdua contínua de personal i material, i va ordenar a Cao Ren de retirar-se de la ciutat.
Amb la caiguda de Jiangling el territori de Cao Cao va quedar limitat al riu Han, centrat en Xiangyang. Sun Quan personalment dirigí un exèrcit contra Hefei, que era sota el control de Liu Fu per crear un nou front de guerra a l'oest i el nord. Les tropes de Sun Quan envoltaren Hefei, i va enviar a Zhang Zhao per atacar Dangtu a Jiujiang, però no va tenir èxit.